# Гэнкё
Гэнкё или Гэнко (яп. 元亨 гэнкё:, гэнко:) — девиз правления (нэнго) японского императора Го-Дайго, использовавшийся с 1321 по 1324 год .

## Продолжительность
Начало и конец эры:
- 23-й день 2-й луны 3-го года Гэнъо (по юлианскому календарю — 22 марта 1321);
- 9-й день 12-й луны 4-го года Гэнкё (по юлианскому календарю — 25 декабря 1324).

## Происхождение
Название нэнго было заимствовано из древнекитайского сочинения Книга Перемен:「其徳剛健而文明、応乎天、而時行、是以元亨」.

## События
даты по юлианскому календарю
- 1321 год (2-я луна 1-го года Гэнкё) — скончался удайдзин Фудзивара-но Саёндзи[5];
- 1321 год (1-й год Гэнкё) — Японию посетил китайский монах буддийской секты дзэн Цзюнь Минцзи[6];
- 1321 год (4-я луна 1-го года Гэнкё) — бывший император Го-Уда приказал построить небольшую часовню в храме Дайкакудзи (яп. 大覚寺), где он жил после отхода от государственных забот[5];
- 1321 год (5-я луна 1-го года Гэнкё) — Го-Уда посетил Дайкакудзи[5];
- 1321 год (6-я луна 1-го года Гэнкё) — скончался Ходзё Канэтоки, военный губернатор Кюсю, или тиндзэй тандай (яп. 鎮西探題)[5];
- 1321 год (12-я луна 1-го года Гэнкё) — Ходзё Норисада (даймё провинции Суруга и близкий родственник сиккэна Ходзё Такитоки) получил должность военного губернатора Киото — рокухара тандай; Ходзё Хидэтоки стал военным губернатором Кюсю[5];
- 1322 год (2-й год Гэнкё) — ко двору была представлена японская буддийская хроника Гэнко-сякусё;
- 1322 год (2-й год Гэнкё)[7] — восстание самураев провинции Муцу против сиккэнов из рода Ходзё, впервые со времен Смуты годов Дзёкю. Столкновение началось после того, как самурай Андо Таканари подал судебную жалобу по спору со своим родственником Суэнага о границах владений. Оба дали взятки взявшемуся их рассудить Ходзё Такасукэ, но тот проблему решать не стал[8]. Тогда самураи укрепились каждый в своих владениях и подняли бунт[8]; на подавление восстания поспешили войска сёгуната, но потерпели поражение[8];
- 1322 год (1-я луна 2-го года Гэнкё) — император Го-Дайго посетил бывшего императора Го-Уда в Дайкакудзи; там их развлекло музыкальное представление[9];
- 1322 год (1-я луна 2-го года Гэнкё) — в возрасте 74 лет скончался Саёндзи Сакэканэ[9];
- 1322 год (3-я луна 2-го года Гэнкё) — кампаку Итидзё Утицунэ был отправлен в отставку, на его место был назначен Кудзё Фусадзанэ[9].

## Сравнительная таблица
Ниже представлена таблица соответствия японского традиционного и европейского летосчисления. В скобках к номеру года японской эры указано название соответствующего года из 60-летнего цикла китайской системы гань-чжи. Японские месяцы традиционно названы лунами.
| 1-й год Гэнкё (Металлический Петух) | 1-я луна       | 2-я луна   | 3-я луна* | 4-я луна  | 5-я луна* | 6-я луна               | 7-я луна* | 8-я луна*  | 9-я луна    | 10-я луна* | 11-я луна  | 12-я луна* |               |
| ----------------------------------- | -------------- | ---------- | --------- | --------- | --------- | ---------------------- | --------- | ---------- | ----------- | ---------- | ---------- | ---------- | ------------- |
| Юлианский календарь                 | 29 января 1321 | 28 февраля | 30 марта  | 28 апреля | 28 мая    | 26 июня                | 26 июля   | 24 августа | 22 сентября | 22 октября | 20 ноября  | 20 декабря |               |
| 2-й год Гэнкё (Водяная Собака)      | 1-я луна       | 2-я луна   | 3-я луна* | 4-я луна  | 5-я луна  | 5-я луна* (високосная) | 6-я луна  | 7-я луна*  | 8-я луна    | 9-я луна*  | 10-я луна* | 11-я луна  | 12-я луна*    |
| Юлианский календарь                 | 18 января 1322 | 17 февраля | 19 марта  | 17 апреля | 17 мая    | 16 июня                | 15 июля   | 14 августа | 12 сентября | 12 октября | 10 ноября  | 9 декабря  | 8 января 1323 |
| 3-й год Гэнкё (Водяная Свинья)      | 1-я луна       | 2-я луна*  | 3-я луна  | 4-я луна  | 5-я луна* | 6-я луна               | 7-я луна* | 8-я луна   | 9-я луна    | 10-я луна* | 11-я луна  | 12-я луна* |               |
| Юлианский календарь                 | 6 февраля 1323 | 8 марта    | 6 апреля  | 6 мая     | 5 июня    | 4 июля                 | 3 августа | 1 сентября | 1 октября   | 31 октября | 29 ноября  | 29 декабря |               |
| 4-й год Гэнкё (Деревянная Крыса)    | 1-я луна*      | 2-я луна   | 3-я луна* | 4-я луна  | 5-я луна* | 6-я луна               | 7-я луна  | 8-я луна*  | 9-я луна    | 10-я луна  | 11-я луна* | 12-я луна  |               |
| Юлианский календарь                 | 27 января 1324 | 25 февраля | 26 марта  | 24 апреля | 24 мая    | 22 июня                | 22 июля   | 21 августа | 19 сентября | 19 октября | 18 ноября  | 17 декабря |               |

* звёздочкой отмечены короткие месяцы (луны) продолжительностью 29 дней. Остальные месяцы длятся 30 дней.